# Keisuke Okada
Keisuke Okada (jap. 岡田 啓介 Okada Keisuke; ur. 20 stycznia 1868 w Fukui, zm. 7 października 1952) – japoński admirał i polityk. Premier Japonii w latach 1934–1936.

## Życiorys
Minister marynarki Japonii w latach 1927–1929 (premier Giichi Tanaka). W 1930 roku dał się poznać jako sprawny mediator w trakcje negocjacji Traktatu londyńskiego (Traktat międzynarodowy w sprawie ograniczenia i redukcji uzbrojenia morskiego). Ponownie został ministrem marynarki w rządzie Makoto Saitō w latach 1932–1933. W 1934 roku objął funkcję premiera Japonii i jednocześnie ministra spraw zagranicznych.
W trakcie incydentu z 26 lutego (1936) był poszukiwany przez zamachowców, którzy ostatecznie zamordowali jego zięcia. W tym czasie w pełnieniu funkcji premiera zastępował go Fumio Gotō. W ramach skutków incydentu odsunięty od władzy i wpływów.
W 1945 roku uczestniczył w negocjacjach związanych z zakończeniem II wojny światowej.

## Odznaczenia

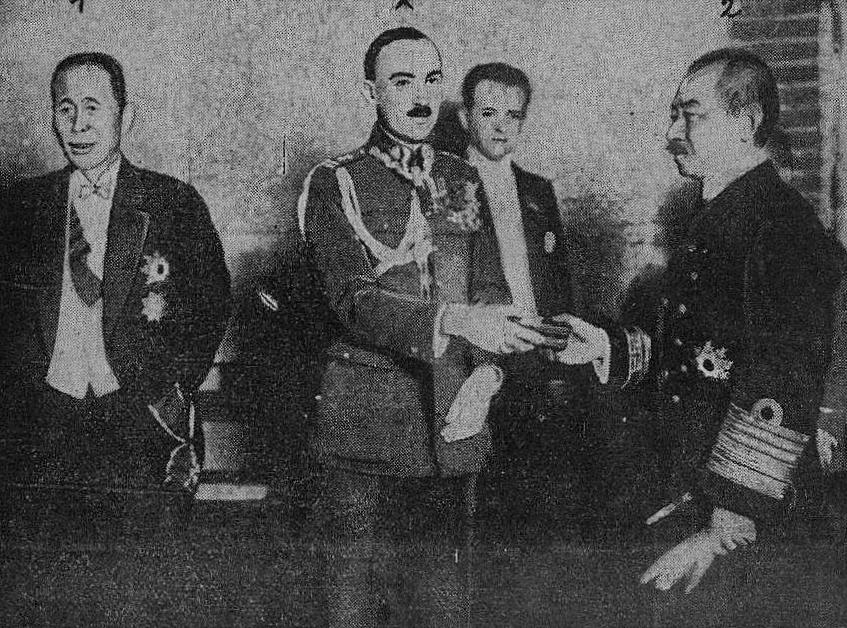
Ppłk Wacław Jędrzejewicz wręczający VM adm. Keisuke Okadzie (1928).

- Order Złotej Kani – 3 klasa (1915)
- Order Wschodzącego Słońca – Wielka Wstęga (1920).
- Order Kwiatów Paulowni (1933)
- Order Virtuti Militari III Klasy (nr 128) – Polska (1928)[1]
- Order Virtuti Militari IV Klasy (nr 539) – Polska (1928)[1]